# ジャッド
ジャッド（Judd）は、イギリスのレーシングエンジンビルダーである「Engine Developments Ltd.」社の通称、並びに同社が開発・製造するレース用エンジンのブランド名。1971年にジョン・ジャッド、ジャック・ブラバムの2人により創設された。

## 概要

### チューナー
設立当初から1980年代前半にかけては、フォード・コスワース・DFVエンジンのチューナーとして活躍した。またF2においては、当時ホンダエンジンのワークス・チームだったラルトのロン・トーラナックの紹介で、ホンダエンジンのリビルド並びにチューニングを1981年の中頃より手がけるようになる。

### 独自開発

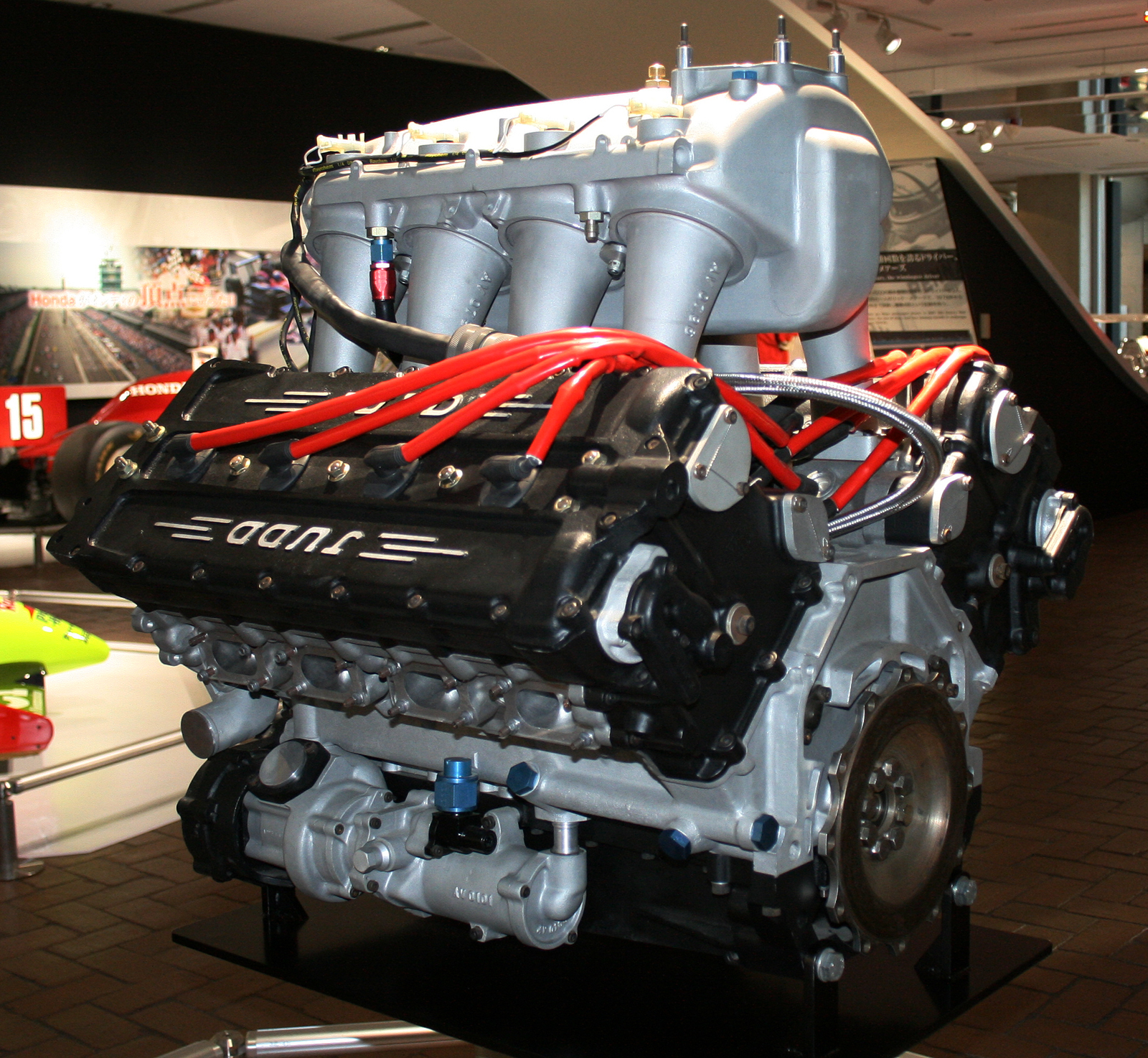
ジャッドが開発したジャッドAVエンジン

1980年代半ばになると、DFVエンジンの競争力低下に伴い、独自のエンジン開発を行うようになる。1983年当時のCART（後のチャンプカー）用の2.65L V8 ターボエンジンを、ホンダと共同開発する。このエンジンは、当時のホンダF2用V6エンジン「RA260E」に2気筒足して2.65Lにしたもので、1985年にホンダが開発から撤退したのち、全ての権利を譲渡され「ジャッドAV」と名づけられ、1986年に「ブラバム・ホンダ」のバッジネームでCARTに参戦した。
1985年には、ホンダのインディプロジェクトと入れ替わる形で、F3000用V8エンジンを共同開発する。このエンジンは「ジャッドAV」のストロークを伸ばしたもので、「ジャッドBV」と名づけられた。このエンジンは、ジョン・ジャッド自身「ホンダのエンジン」と公言しており、1986年には「ホンダ・RA386E」として国際F3000選手権にデビューした。1987年には、全日本F2選手権にホンダがホンダRA387Eとして供給し、1988年からは無限によるチューンを受けて、「無限・MF308」として全日本F3000選手権に供給されている。また1990年代には無限エンジンとして国際F3000選手権へも供給されている。
1996年から2004年にかけては、国際F3000選手権のワンメイクエンジンとして同社が設計した「ジャッド・KV」が使用された。

### F1参戦開始
1988年には、ターボエンジンへの規制強化と1989年からのターボエンジン禁止を見越して、ジャッドBVをベースに排気量を拡大した「ジャッド・CV」でF1への参戦を開始し、ウィリアムズ、リジェ、マーチの3チームにカスタマー供給した。翌1989年には、Vバンク角を76度に狭めた「ジャッド・EV」を開発し、マーチ（レイトンハウス）に独占供給（同年のみ）。他チーム（ロータス、ブラバム、ユーロブルン）には引き続きCVをカスタマー供給した。1990年はレイトンハウスとブラバムにEV、ユーロブルンにCVを供給し、自社開発したW12エンジンの使用を諦めたライフがレイトンハウスで余剰となっていたCVを入手したが、2戦使用したのみでF1から撤退した。
1991年には、ジャッド初のV10エンジン「ジャッド・GV」を開発し、スクーデリア・イタリアにカスタマー供給した。翌1992年にはブラバムとアンドレア・モーダにカスタマー供給した。1993年にはヤマハ発動機と提携し、ジャッド・GVをベースとした「ヤマハ・OX10シリーズ」を共同開発するなど、1997年にヤマハがF1から撤退するまで関係を継続した。

### その他カテゴリー
ル・マン24時間レース等のスポーツカーレースでは、1992年にマツダ・MX-R01に「ジャッド・GV」をベースとした「マツダ・MV10」が搭載されたのを皮切りに、ジャッド・GVの排気量を拡大した「ジャッド・GV4」（4L仕様）、「ジャッド・GV5」（5L仕様）や、「ジャッド・KV」の派生モデルが主にプライベーターの手で使用されている。童夢とワコールが共同開発したスポーツカーであるジオット・キャスピタにもジャッド・GVを搭載したモデルが存在している。
2012年からはグループ・ロータスとの協業の形でインディカー・シリーズにエンジン供給を開始したが、パフォーマンス不足などの理由で1年限りで供給を終了し撤退した。